# Hrabstwo Perry (Illinois)
Hrabstwo Perry – hrabstwo w USA, w stanie Illinois, z liczbą ludności wynoszącą 23 094, według spisu z 2000 r. Siedzibą administracji hrabstwa jest Pinckneyville.

## Geografia
Hrabstwo Perry położone jest w południowo-zachodniej części stanu Illinois. Siedziba Pinckneyville, znajduje się w centralnej części hrabstwa 70 mil na południowy wschód od St. Louis i 300 mil na południowy wschód od Chicago. 30 mil od zachodniej granicy hrabstwa przepływa rzeka Missisipi.
Według spisu hrabstwo zajmuje powierzchnię 1157 km², z czego 1 142 km² stanowią lądy, a 15 km² (1,31%) wody.
Topografia hrabstwa jest płaska z niewielkimi wzgórzami. Część wschodniej granicy Hrabstwa, gdzie graniczy z hrabstwem Franklin, utworzona jest przez rzekę Little Muddy. Inna rzeczka Beaucoup przepływa w kierunku z północy na południe i znajduje się we wschodniej części Pinckneyville.
Na terenie hrabstwa znajduje się równię małe jeziora powstałe na skutek odkrywkowego wydobycia węgla. Najwięcej tego tupu jezior leży w obszarze Du Quoin State Fairgrounds i Pyramid State Recreation Area

### Sąsiednie hrabstwa
- hrabstwo Washington – północ
- hrabstwo Jefferson – północny wschód

Stan Illinois na mapie USA

- hrabstwo Franklin – wschód
- hrabstwo Jackson – południe
- hrabstwo Randolph – zachód

## Historia
Hrabstwo Monroe powstało w 1827 r. z terenów dwóch hrabstw: Randolph i Jackson. Swoją nazwę obrało na cześć Oliver Hazard Perry, który pokonał flotę Brytyjską w decydującej bitwie na jeziorze Erie w wojnie brytyjsko-amerykańskiej w 1812 r.
W swojej wczesnej historii, hrabstwo Perry było głównie placówką pionierską. Pierwsi osadnicy, złożeni głównie z weteranów wojny o niepodległość Stanów Zjednoczonych, przybyli z wschodnich Stanów Zjednoczonych. Byli to głównie protestanccy pionierzy. Wzrost demograficzny i rozwój hrabstwa nastąpił w latach 50. XIX w., co było związane z powstaniem linii kolejowej Illinois Central Railroad i odkryciem dużych pokładów węgla. Do hrabstwa przybyło wówczas wielu imigrantów z Irlandii, Polski, Niemiec, Włochy oraz osiedliło się wielu Afroamerykanów w wyniku północnej migracji po wojnie domowej.

### Pierwszy osadnicy
Pierwszy potwierdzony zapis na temat pierwszego osadnika, wspomina o Johnie Flacku, który w 1799 r., wraz z rodziną osiadł na Four Mile Prairie. Według jego relacji na terenie hrabstwa żyła już inna biała rodzina Cox, jednakże informacje, kiedy przybyli i jakie były ich losy nie są znane. John Flack miał syna który, urodził się w 1803 r. Inni kolejni osadnicy osiedlali się w sąsiedztwie Flacka. Pierwszym zarejestrowanym małżeństwem byli Alexander Clark i Ruth Teague, którzy sakrament małżeństwa zawarli 22 listopada 1827 roku. Byli oni członkami kościoła baptystów.

### Pierwsze infrastruktura

#### Kościół
Historyczne zapisy dotyczące otworzenia pierwszego kościoła wspominają o czerwcu 1829 roku, kiedy to w chacie Petera Hagler – Nine Mile Prairie, zebrało się cztery rodziny baptystów. Na spotkaniu ustalono powstanie zboru a chatę nazwano kościołem Nine Mile Prairie Church. Głową zboru został Peter Hagler. w tym samym roku obok chaty wybudowano budynek z przeznaczeniem na spotkania baptystów do którego przychodzili wierni z pobliskich osad.
Pierwsze zapiski na temat kościoła w Pinckneyville pochodzą z roku 1828, kiedy to Macajah Phelps, wygłosił kazanie w małym domu stojącym na skraju Hincke's. Phelps był metodystą. W 1837 roku powstał zbór w Pinckneyville, zorganizowany przez James H. Dickens w domu Humphrey B. Jones. Pierwszy kościół został budowany w 1857 roku.
Pierwszy kościół prezbiteriański powstał w roku 1831 w Hopewell. zgromadzeni liczyło sobie 40 członków. Pierwszym pastorem był Samuel Baldridge a starszyznę tworzyli David Baldridge, Robert Woodside, James Steel i Hugh Brown.

#### Szkoła
Pierwszą szkołą, o której znajdujemy wzmiankę, była szkoła założona w 1825 roku przez nauczyciela Roberta Clarka, w południowo-zachodniej części hrabstwa w małym domu. Do nauki czytania, pisania i liczenia służył Nowy Testament.
Nauka była płatna (za okres trzech miesięcy szkolnych czesne wynosiło 2 dolary), a opłatę przyjmowano najczęściej w naturze. W 1841 r. szkoła w Eaton's Prairie spłonęła. W ciągu trzech dni dzięki społeczności osady zbudowano nowy budynek i w czwartym dniu odbyły się lekcje.

#### Sklep
Pierwszy sklep został otworzony przez Chas Gover, w 1827 r. Budynek znajdował się obok dzisiejszej opery Hirsch.
Do 1990 r. górnictwo było głównym sektorem przemysłowym hrabstwa a jego upadek spowodowany był przez regulacje prawne ochrony środowiska (Clean Air Act).

## Demografia
Według spisu z 2000 r. hrabstwo zamieszkuje 23 094 osób, które tworzą 8504 gospodarstw domowych oraz 5842 rodzin. Gęstość zaludnienia wynosi 20 osób/km². Na terenie hrabstwa jest 9457 budynków mieszkalnych o częstości występowania wynoszącej 8 budynków/km². Hrabstwo zamieszkuje 89,55% ludności białej, 8,02% ludności czarnej, 0,23% rdzennych mieszkańców Ameryki, 0,23% Azjatów, 0,04% mieszkańców Pacyfiku, 1,09% ludności innej rasy oraz 0,79% ludności wywodzącej się z dwóch lub więcej ras, 1,76% ludności to Hiszpanie, Latynosi lub inni.
W hrabstwie znajduje się 8 504 gospodarstw domowych, w których 30,10% stanowią dzieci poniżej 18. roku życia mieszkający z rodzicami, 55,30% małżeństwa mieszkające wspólnie, 9,70% stanowią samotne matki oraz 31,30% to osoby nie posiadające rodziny. 27,90% wszystkich gospodarstw domowych składa się z jednej osoby oraz 14,60% żyje samotnie i ma powyżej 65. roku życia. Średnia wielkość gospodarstwa domowego wynosi 2,43 osoby, a rodziny 2,96 osoby.
Przedział wiekowy populacji hrabstwa kształtuje się następująco: 22,00% osób poniżej 18. roku życia, 10,30% pomiędzy 18. a 24. rokiem życia, 29,20% pomiędzy 25. a 44. rokiem życia, 22,50% pomiędzy 45. a 64. rokiem życia oraz 16,00% osób powyżej 65. roku życia. Średni wiek populacji wynosi 38 lat. Na każde 100 kobiet przypada 113,10 mężczyzn. Na każde 100 kobiet powyżej 18. roku życia przypada 114,80 mężczyzn.
Średni dochód dla gospodarstwa domowego wynosi 33 281 USD, a dla rodziny 41 064 dolarów. Mężczyźni osiągają średni dochód w wysokości 29 169 dolarów, a kobiety 20 170 dolarów. Średni dochód na osobę w hrabstwie wynosi 15 935 dolarów. Około 10,10% rodzin oraz 13,20% ludności żyje poniżej minimum socjalnego, z tego 16,50% poniżej 18. roku życia oraz 10,10% powyżej 65. roku życia.

## Miasta
- Du Quoin
- Pinckneyville

## Wsie
- Cutler
- St. Johns
- Tamaroa
- Willisville